# Markovac (Biskupija)
Markovac es una localidad de Croacia en el ejido del municipio de Biskupija, condado de Šibenik-Knin.

## Geografía
Se encuentra a una altitud de 293 m s. n. m. a 309 km de la capital nacional, Zagreb.

## Demografía
En el censo 2011 el total de población de la localidad fue de 63 habitantes.
| Gráfica de población de Markovac 1857-2011                          |
|                                                                     |
| Según los censos de población de la oficina estadística de Croacia. |